# Peter Defranceschi
Peter Defranceschi, slovenski kirurg, * 26. oktober 1863, Ajdovščina, † 2. april 1937, Novo mesto.
Defranceschi je leta 1890 diplomiral iz medicine v Gradcu, nato pa je po nekajletnem izpopolnjevanju odšel v Novo mesto, kjer je prevzel vodstvo novomeške moške bolnice usmiljenih bratov. Leta 1908 je po dograditvi prevzel tudi vodenje ženske bolnice. V obeh bolnišnicah je bil tudi primarij. Kasneje je odšel v Gorico, kjer je nekaj časa opravljal zasebno prakso, nato pa je postal predstojnik bolnišnice Rdečega križa. Med prvo svetovno vojno je bil glavni kirurg vojaške bolnišnice na Dunaju. 
Po njem se danes imenuje ulica v Novem mestu.